# Xenopus vestitus
Xenopus vestitus es una especie de anfibio anuro de la familia Pipidae.

## Distribución geográfica
Esta especie se encuentra por encima de 1200 m sobre el nivel del mar:
- en el suroeste de Uganda;
- en Ruanda;
- en el este de Kivu Norte en la República Democrática del Congo.[3]

## Publicación original
- Laurent, 1972 : Amphibiens. Exploration du Parc National des Virunga, Bruxelles, sér. 2, vol. 22, p. 1-125.[4]